# Lysimachia volkovae
Lysimachia volkovae är en viveväxtart som beskrevs av N.S. Probatova. Lysimachia volkovae ingår i släktet lysingar, och familjen viveväxter. Inga underarter finns listade i Catalogue of Life.